# Вулиця Вороніна (Севастополь)
Вулиця Вороніна — вулиця в Ленінському районі Севастополя між вулицею Леніна і площею Лазарєва.
Спочатку вулиця називалася Мало-Офіцерською, 3 січня 1921 року перейменована в Матроську, а 19 червня 1934 року в честь капітана-полярника Володимира Вороніна у вулицю Вороніна.